# 大木隆太郎
大木 隆太郎(おおき りゅうたろう、1977年7月26日 - ）は、恋愛起業家、投資家、元街コン仕掛け人。オスカープロモーション所属。
株式会社MYALL代表取締役会長、株式会社TOBE代表取締役を務めていた（2023年5月に閉鎖）。

## 略歴
追手門学院大学経営学部卒業。EIZOグループ入社。ゲームソフトの開発プランナーとしてキャリアをスタートした後、ヤフー株式会社にてインターネット広告の企画・開発に携わる。
その後、株式会社ぱどにて事業責任者を務め、さらに同グループの地域活性化を目的としたインターネット事業会社の代表取締役社長に就任する。手掛けていた事業である「共同購入型クーポンサイトの仕掛け人」としてメディアで紹介されることも多かった。
その後、プロデュース・運営を仕掛けた「街コン」に今後の地域活性・社会的意義の大きな可能性を感じ、全国に普及させるべく、株式会社リンクバル（東証マザーズ）の設立に参画。「街コン」の仕掛け人として活躍し、創業後約3年で専務取締役としてIPO を実現させた。街コンを進化させた「趣味コン」のプロデュースも手掛け、人気アニメ『ヱヴァンゲリヲン新劇場版』とコラボレーションの『エヴァコン』もプロデュースした。
街コン参加者は累計で100万人を突破、さらにそこで得た「恋愛・恋活・婚活」領域のノウハウをインターネット事業に展開し、恋愛情報サイト「恋学」をプロデュースした。
独立後は「恋愛・恋活・婚活」事業に投資を行う株式会社MYALLの代表取締役会長として同事業の育成を行いながら、株式会社MYALLの出資先である株式会社TOBEの代表取締役として「恋愛・婚活に勝つための情報サイト「愛カツ」をプロデュースし、恋愛起業家としてメディアへの露出も積極的に行った。しかし2021年以降、収益減やそれに伴う人材流出によりTOBEの経営環境が悪化。2022年末「愛カツ」を株式会社ゼネラルリンクに譲渡。2023年5月にTOBEを閉鎖した。2021年を最後にTwitterの更新も止まっており、現在の動向は不明である。。アジア開発キャピタル株式会社の社外取締役に就任していた。

## メディア掲載[22]

### テレビ出演
- NHK Eテレ『Rの法則』
- NHK Eテレ『ハートネットTV』
- フジテレビ『園児にそ〜だん!ドクターチルドレン〈ゴールデンブレイク〉』
- フジテレビ『ノンストップ!』
- テレビ東京『ワールドビジネスサテライト』
- テレビ東京『Emorning』
- TOKYO MX『モーニングCROSS』[23]

他多数出演

### ラジオ出演
- TOKYO FM『アポロン』
- FM NACK5『monaka』
- J-WAVE81.3FM『GOLDRUSH』[24]
- ニッポン放送『土屋礼央 レオなるど』[25]

他多数出演

### 動画出演
- ニコニコ動画『ニコニコワークショップ』[26]
- NewsPicks『TheUPDATE』[27]

### 雑誌・新聞出演
- 週刊東洋経済
- AERA
- 販促会議
- an・an
- JUNON
- Oggi 2016年9月号
- smart 2017年6月号
- 週刊プレイボーイ
- SPA!
- サンデー毎日
- 週刊ポスト[28]
- ツヴァイ会報誌 fill」
- R25[29]
- 総務部総務課山口六平太
- ITmedia
- ファインドスター広告ニュース
- Menjoy
- YAHOO!JAPAN
- ウーマンエキサイト
- ウレぴあ総研
- エンダン（nottv エンダン）
- DMM.com ライブトーク：なるほど!ザ・インタビュー
- 日本経済新聞

他多数

## CM・広告
- 森永乳業（アロエステ）[30]「内側から潤った上質な美肌に勝るものはない」と語っている[31]
- スターツ出版（OZmall） [32]